# Província de Santo Domingo de los Tsáchilas
La província de Santo Domingo de los Tsáchilas és una de les 24 províncies que conformen la República de l'Equador, situada al centre-nord del país, a la zona geogràfica coneguda com a regió litoral o costa, en els vessants externs de la serralada occidental dels Andes. La seva capital administrativa és la ciutat de Santo Domingo, la qual. a més, n'és el nucli urbà més gran i poblat. Ocupa un territori de 4.180 km² i limita al nord i l'est amb la província de Pichincha, al sud-est amb la de Cotopaxi, pel sud amb la de Los Ríos, a l'oest amb la de Manabí, i al nord-oest amb la d'Esmeraldas.
La província té una població de 410.937 persones, segons l'últim cens nacional (2010) i està constituïda per dos cantons, que, al seu torn, estan formats per vuit parròquies urbanes i deu parròquies rurals. La província es va crear el 6 de novembre de 2007, amb la reestructuració provincial que va crear també la província de Santa Elena.

## Procés de provincialització
Santo Domingo s'ha constituït en província després d'un procés dut a terme per quatre diferents comitès de provincialització, al llarg de quaranta anys. El 2006, el quart comitè va aconseguir la provincialització de Santo Domingo, després d'unes negociacions de 17 mesos amb el govern central, iniciades amb una consulta popular, i que van concloure amb el compliment del resultat per part dels òrgans executius i legislatius de l'Estat, malgrat que no estaven d'acord a crear la província. El seu territori era part de la província de Pichincha.
El 26 de novembre de 2006 es va realitzar la consulta per decidir i promoure la provincialització davant el govern central i el congrés. La provincialització es va aprovar el 6 de novembre de 2007. Es va produir un conflicte amb la província d'Esmeraldas per la jurisdicció del cantó La Concordia; el 5 de febrer de 2012 mitjançant consulta popular, la població d'aquest cantó va expressar la seva voluntat de pertànyer a la província de Santo Domingo de los Tsáchilas.

## Organització territorial
La província de Santo Domingo de los Tsáchilas consta de dos cantons: La Concordia i Santo Domingo.
| Cantó         | Població (2010) | Superfície (km²) | Capital cantonal | Població (2010) |
| ------------- | --------------- | ---------------- | ---------------- | --------------- |
| La Concordia  | 42.924          | 325              | La Concordia     | 29.003          |
| Santo Domingo | 368.013         | 3805             | Santo Domingo    | 270.875         |